# Eugeniusz Małaczewski
Eugeniusz Małaczewski właśc. Eugeniusz Korwin-Małaczewski, pseud. i krypt. Siemion Biednyj, E.M., Eu-Ko-Ma, K-M., M. (ur. 1 stycznia 1897 w Kiwaczówce koło Humania na Ukrainie, zm. 19 kwietnia 1922 w Zakopanem) – prozaik i liryk, żołnierz Wojska Polskiego w Murmańsku 1918–1919, kawaler Orderu Virtuti Militari.

## Życiorys
Syn Fabiana i Klementyny z domu Brelinskiej. Ukończył gimnazjum w Humaniu i pracował w tamtejszej kancelarii adwokackiej. Od 1915 był ochotnikiem w armii rosyjskiej. Od lipca 1917 był oficerem I Korpusu Polskiego w Rosji, a od stycznia 1918 – III Korpusu. Po rozbrojeniu przez Austriaków skierował się na północ, do oddziałów polskich, ale po drodze trzykrotnie aresztowali go bolszewicy. Skazany na śmierć uciekł z konwoju. Od lipca 1918 służył w Archangielsku, w oddziałach Murmańczyków (odznaczony Krzyżem Srebrnym Orderu Virtuti Militari za walki o zdobycie tego miasta), a następnie przeszedł do Błękitnej Armii gen. Hallera. Uczestnik wojny polsko-bolszewickiej 1920 roku, podczas której awansowany został do rangi porucznika. Po wojnie prowadził niewielki majątek na Ukrainie. Zmarł w zakopiańskim hospicjum na gruźlicę. Został pochowany na Nowym Cmentarzu w Zakopanem (kw. N5-1-7).

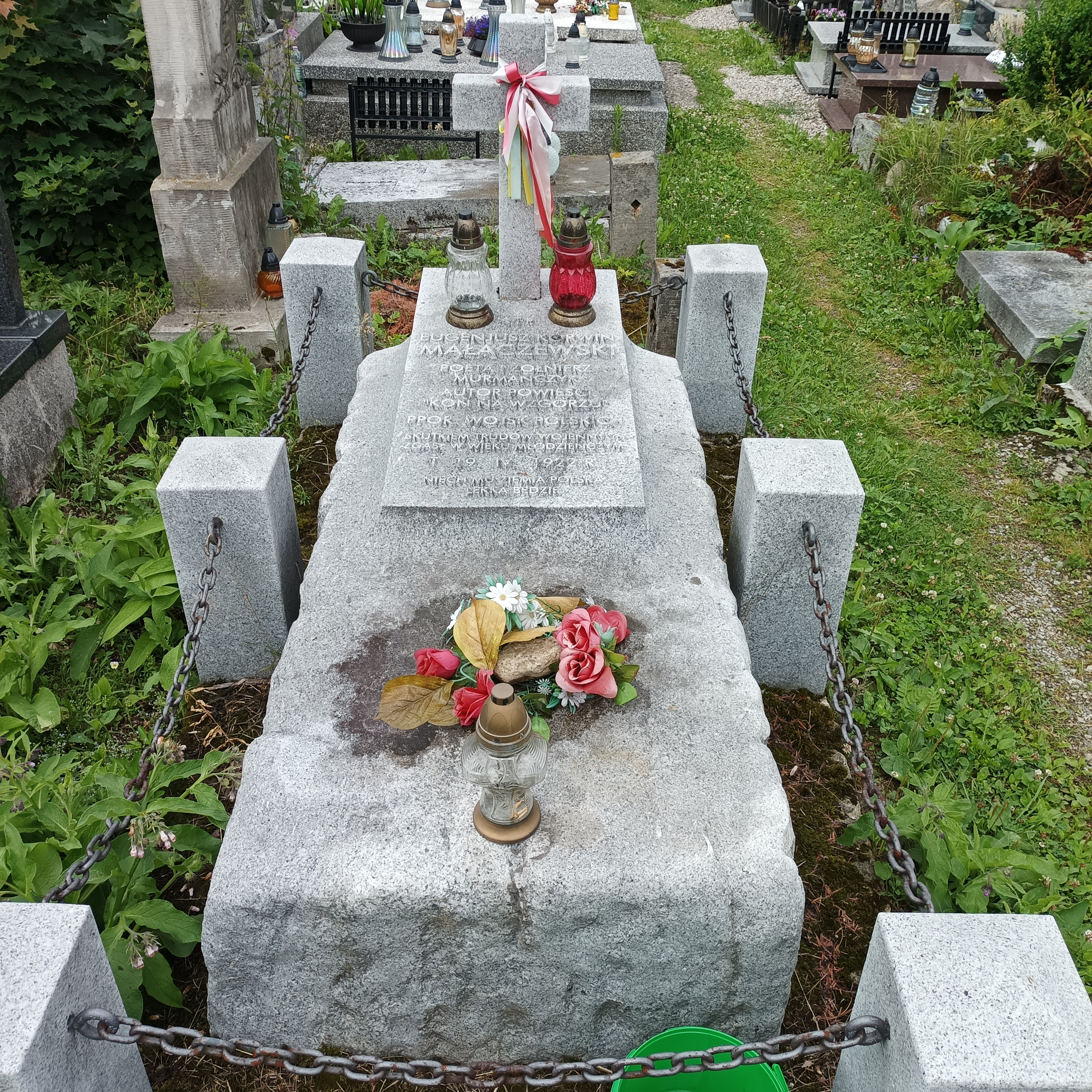
Grób Eugeniusza Małaczewskiego na Nowym Cmentarzu w Zakopanem

Odznaczony Krzyżem Srebrnym Orderu Virtuti Militari nr 6941 oraz Krzyżem Walecznych.

## Dzieła
- Opowiadania Koń na wzgórzu[8] (w PRL objęte cenzurą[6]),
- Dzieje Baśki Murmańskiej[9]
- Liryka Pod lazurową strzechą[10],
- Wielka bitwa narodów[11]
- Na dalekiej północy[12]
- Tam, gdzie ostatnia świeci szubienica[13]